# Turkisk lira

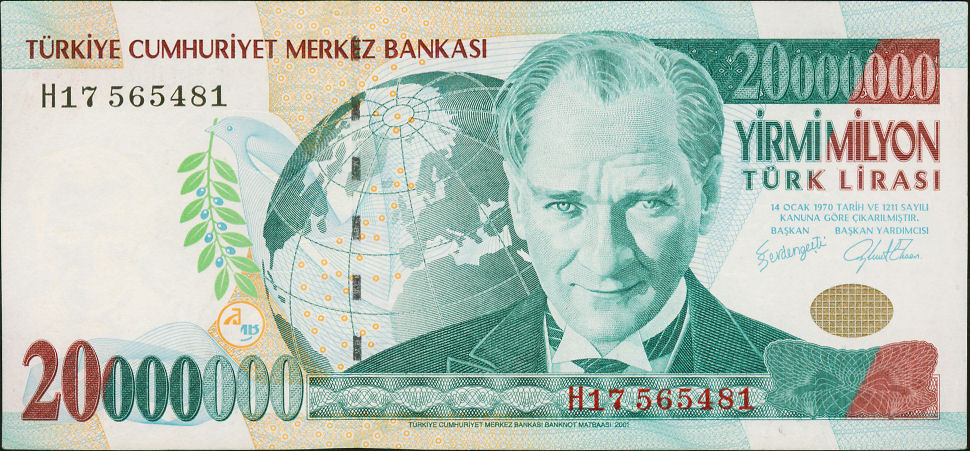
Gammal 20-miljonsedel

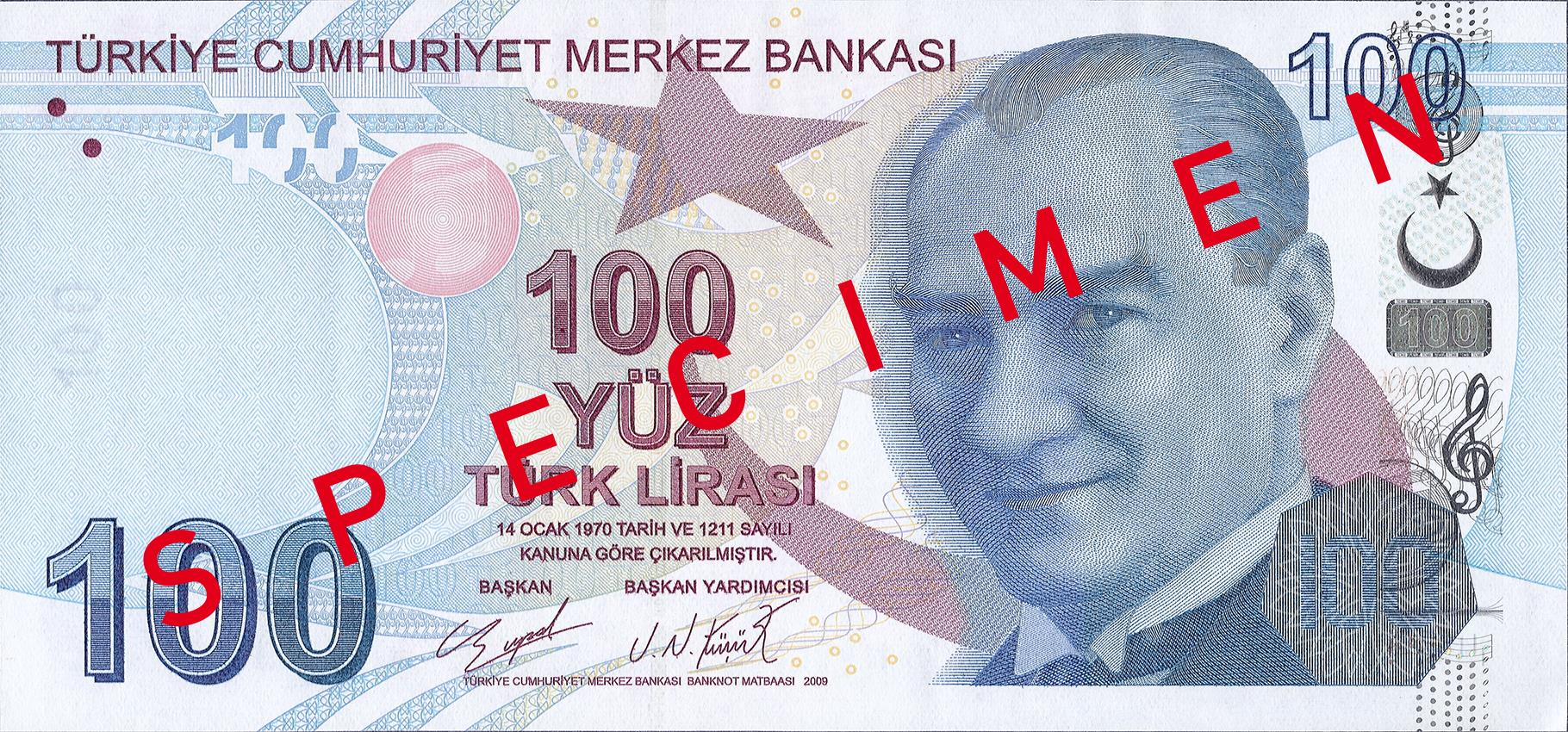
100-lirasedel

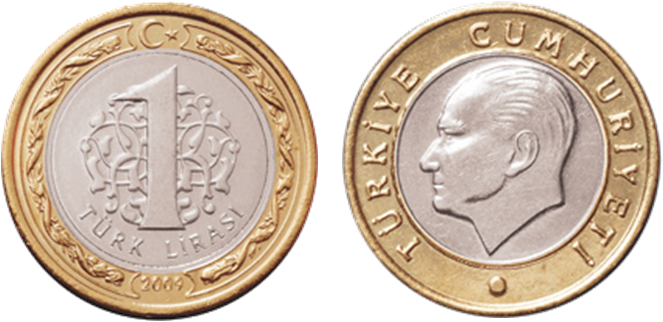
Turkiskt 1-liramynt

Turkisk lira (förkortat TL, på turkiska Türk Lirası) är den valuta som används i Turkiet. Valutan används även i den turkcypriotiska delen av Cypern. Valutakoden är TRY och 1 lira delas i 100 kuruş.
Genom en valutareform revalverades valutan den 1 januari 2005 och den så kallade nya turkiska liran (Türk Lirası) ersatte den tidigare liran, som drabbats av hög inflation genom åren. Vid bytet var 1 ny lira värd 1 000 000 gamla lira (valutakod TRL). Strax före valutabytet var en miljon lira värd cirka 55 eurocent och 5 svenska kronor, den då sämst värderade valutan i världen, även om det har funnits lägre värderade valutor. Ett restaurangbesök kostade 5–30 miljoner TRL. Den nya liran kunde däremot initialt hålla en stabil kurs mot euron. 
Den drabbades hårt av 2018 års turkiska finanskris som ledde till hög inflation, och coronapandemin som minskade Turkiets export och turisminkomster. I sin tur har detta lett till svårigheter för turkiska företag att finansiera sig och betala räntor utlandsvaluta. 
Sedan 1 januari 2009 kallas valutan återigen endast turkisk lira.

## Användning
Valutan ges ut av Turkiets centralbank (Türkiye Cumhuriyet Merkez Bankası, TCMB) som grundades 1932 och ersatte den tidigare Osmanska banken. TCMB ombildades 1970 och har huvudkontoret i den turkiska huvudstaden Ankara.

## Valörer
- Mynt: 1 lira
- Underenhet: 1, 5, 10, 25 och 50 kuruş
- Sedlar: 5, 10, 20, 50, 100 och 200 lira

Samtliga sedlar har porträtt av Mustafa Kemal Atatürk, vilket har gällt sedan 1926.